# USS Liscome Bay (CVE-56)
USS Liscome Bay (CVE-56) – amerykański lotniskowiec eskortowy typu Casablanca. Miał być wypożyczony Royal Navy pod nazwą HMS Ameer, ale przejęła go jednak US Navy.
Stępkę okrętu położono 9 grudnia 1942 w stoczni Kaiser Shipbuilding Company. Zwodowano go 19 kwietnia 1943, matką chrzestną była pani Moreell. Jednostka weszła do służby w US Navy 7 sierpnia 1943, jej pierwszym dowódcą był Captain Irving D. Wiltsie.
Okręt był w służbie w czasie II wojny światowej. Działał głównie jako jednostka eskortowa i szkoleniowa na wodach Pacyfiku. 
Został zatopiony 24 listopada 1943 przez I-175 w czasie ataku na Tarawę. Torpeda trafiła w magazyn bomb, co spowodowało eksplozję. Uratowano 272 z 916 członów załogi. Jednym z zabitych był Doris Miller. 